# Slachtstraat Filmtheater
Het Slachtstraat Filmtheater is een filmtheater, cultuurcentrum en horecagelegenheid in het centrum van de Nederlandse stad Utrecht. Het Slachtstraat Filmtheater is gevestigd in het voormalige Filmtheater 't Hoogt en bevindt zich aan de Slachtstraat, een zijstraat verwijderd van de Neude. Naast het Springhaver Theater en Louis Hartlooper Complex is het Slachtstraat Filmtheater het derde filmtheater van Jos Stelling in de binnenstad van Utrecht. 
Tot 2018 bevond zich op deze locatie het Filmtheater 't Hoogt. Vanwege plannen om de panden te verbouwen tot woningen, moest het theater vertrekken. Uiteindelijk gingen deze plannen niet door en begin 2020 tekenden de eigenaar het Utrechts Monumentenfonds en filmmaker Jos Stelling een overeenkomst om er opnieuw een filmtheater te vestigen.
Het gebouw werd in 2021 gerenoveerd. Op de eerste en tweede verdieping bevinden zich drie filmzalen met in totaal ruim 200 zitplaatsen. Het café, de serre, ‘de achterkamer’ en het restaurant dragen een Franse sfeer (Parijs eind 19e eeuw).
Op 14 april 2022 werd het theater geopend voor publiek.